# Zumarraga
Zumarraga és un municipi de Guipúscoa, de la comarca de l'Alt Urola. Comprèn els barris d'Etxeberri, Orbegozo, Pza. Leturias, Argixao, Eitza, Av. Urdaneta, Ipar Haizea, Agiña, San Cristóbal, Eliz-kale, Izazpi i Busca Isusi.

## Història
Les primeres dades relatius a Zumarraga apareixen en 1366, quan el pretendent Enric, que lluitava en la cruenta guerra civil de mitjan segle xiv contra el seu germanastre el rei Pere I de Castella, donà el monestir de Zumarraga al Senyor de Lazkao. Posteriorment, desitjant sortir de l'estret control que havia sotmès als pobladors d'aquesta zona aquest Parent Major, l'11 de desembre de 1383, en el lloc d'Urrutia, situat en l'avui barri d'Eitza, es va signar una escriptura de concòrdia amb la nounada vila d'Urretxu. Aquest acord va ser confirmat per Joan II de Castella, en 1385, i ratificat per Enric III de Castella. No obstant això, en 1405, es van declarar sense efecte tals acords i es va decretar que ambdós municipis havien de pertànyer al veïnatge de Segura, on va quedar adscrita fins a 1411.
En data no determinada va ingressar en l'Ajuntament Major d'Areria, en la qual va romandre fins a 1660, i en 1661 Zumarraga va rebre el títol de Vila. Al principi Zumarraga era una població establerta en nuclis disseminats, caserius dispersos, entorn de la parròquia que era Santa Maria de Zumarraga, més tard coneguda popularment per "l'Antiga". Des de finals del segle xv, es va anar situant més prop del riu, creant-se un nucli "urbà" a partir d'Eizaga. Això va ocasionar que, situat encara el temple parroquial en la forest, se sol·licités en el segon terç del segle xvi de les autoritats eclesiàstiques el trasllat de la parròquia al fons de la vall, el que va comportar una translació o nou emplaçament.
Dates claus en el municipi són: les primeres Ordenances Municipals de 1526; el primer Pla d'Ordenació, per l'arquitecte Estibanz, de 1860; l'establiment del mercat quinzenal els dijous en 1865, avui setmanal, que se celebra els dissabtes en la Plaça d'Euskadi i que és aparador de la producció agrícola dels "baserritarres" de la zona; la inauguració de la nova Casa Consistorial en 1866, que ha estat reformada en 1986 sobre la base d'uns innovadors criteris estètics; la inauguració del nou Cementiri en 1875, que ha estat reformat en 1984 en una volta a la cripta; la primera portada d'aigües en 1901; i la instal·lació en la vila de l'empresa Esteban Orbegozo, S.A. en 1930, que va significar la creació d'abundants llocs de treball, amb una forta immigració en la dècada dels anys 50 i un impressionant creixement demogràfic -quadruplicant la població-, que va arribar la seva culminació en 1977 amb una població de 12.619 habitants, moment que la crisi econòmica varia la tendència i comença una emigració, superior a l'augment vegetatiu, que reduïx la població als 10.324 habitants actuals.
Esment a part mereix, per tractar-se d'un element decisiu en la història de Zumárraga, el ferrocarril doncs, no en va, ha arribat a comptar amb tres estacions diferents. En 1864 es va inaugurar el Ferrocarril del Nord (avui RENFE), línia Madrid-París; en 1889 es van inaugurar els Ferrocarrils Vascongats, línia Zumarraga-Malzaga; i, finalment, en 1926 el Ferrocarril de l'Urola, conegut com el "Gure trena", línia Zumarraga-Zumaia. Tal fet, recollit amb caràcter al·legòric, en una escultura de Vicente Larrea (1986) situada en la Casa Consistorial, va convertir a aquest municipi en un dels nuclis de comunicacions més important del País Basc, a l'enllaçar la Meseta amb la costa guipuscoana i amb Biscaia. En l'actualitat només roman en funcionament RENFE. Zumarraga va ser bressol de Miguel López de Legazpi, colonitzador de les Illes Filipines en el segle xvi -l'estàtua del qual presideix la Plaça principal de la vila des de 1897- i la casa natal de la qual, coneguda com a Casa-Torre de Legazpi o Jauregi Haundia, encara es conserva remodelada. Actualment acull l'Escola de Música Secundino Esnaola.

## Persones cèlebres
- Miguel López de Legazpi (1502-1572): conquistador de les Filipines i fundador de Manila.
- Secundino Esnaola Berrondo (1878-1929): Músic i compositor. Tercer director de l'Orfeó Donostiarra.
- Josu Jon Imaz (1963-): expresident del Partit Nacionalista Basc.
- Iñaki Urdangarín (1968-): exjugador internacional d'handbol i marit de la Infanta Cristina.